# Play Hard
«Play Hard» —en español, «Jugar duro»— es una canción realizada por el disc-jockey y productor francés David Guetta, con la colaboración del cantante estadounidense Ne-Yo y el cantante estadounidense de origen senegalés Akon. Incluida en el relanzamiento del quinto álbum de estudio de Guetta, Nothing but the Beat 2.0. La canción fue escrita por David Guetta, Aliaune Thiam, Shaffer Smith, Giorgio Tuinfort y Frédéric Riesterer. La canción entró a la UK Singles Chart en el puesto 22. 
La melodía principal de la canción incorpora repetidamente el sample principal de la canción «Better Off Alone» de Alice DeeJay y DJ Jurgen, escrita por Sebastiaan Molijn y Eelke Kalberg.
El video musical filmado en la Ciudad de México produjo polémicas y comentarios desagradables ya que hace referencia a la cultura mexicana burlándose de sus estereotipos.

## Lista de canciones y formatos
| Descarga digital |                             |          |  |
| N.º              | Título                      | Duración |  |
| 1.               | «Play Hard» (Original Edit) | 3:21     |  |

## Posicionamiento en listas

### Listas semanales
| Lista (2012-2014)                     | Mejor posición |
| ------------------------------------- | -------------- |
| Alemania (Offizielle Deutsche Charts) | 8              |
| Australia (ARIA)                      | 16             |
| Austria (Ö3 Austria Top 40)           | 10             |
| Bélgica (Flandes) (Ultratop 50)       | 19             |
| Bélgica (Valonia) (Ultratop 50)       | 25             |
| Canadá (Canadian Hot 100)             | 34             |
| Dinamarca (Tracklisten)               | 17             |
| Estados Unidos (Billboard Hot 100)    | 64             |
| Estados Unidos (Hot Dance Club Songs) | 2              |
| Francia (SNEP)                        | 32             |
| Irlanda (IRMA)                        | 30             |
| Reino Unido (UK Dance Chart)          | 3              |
| Reino Unido (UK Singles Chart)        | 22             |
| Suiza (Schweizer Hitparade)           | 9              |

## Créditos y personal
- Vocalistas - Ne-Yo, Akon
- Productores discográficos - David Guetta, Giorgio Tuinfort, Frédéric Riesterer
- Letra - David Guetta, Aliaune Thiam, Shaffer Smith, Giorgio Tuinfort, Frédéric Riesterer
- Compañía discográfica: EMI, Virgin Records
- Sample original - Alice DeeJay y DJ Jurgen